# منيع بن سالم الجبري
الْأَمِيرُ مَنِيعُ بْنُ سَالِمٍ الْجَبْرِيُّ ثالث أمراء الجبور في القطيف بعد سقوط الدولة الجبرية، تولى حُكم القطيف خلفًا لعمه فضيل بن زامل الجبري من سنة 943هـ/1536م حتى سنة 945هـ/1538م. ، وهو مختلف عن منيع بن سالم حاكم نجد والاحساء في زمانه الذي ينتمي الى قبيلة عكيل النجدية وهي تختلف عن العقيلات التجار

### فهرس المراجع
منشورات
عربيَّة
1. ↑  الخالدي (2011)، ص. 76.

### بيانات المراجع (مُرتَّبة حسب تاريخ النشر)
الكُتُب
العربيَّة
- خالد بن عزام بن حمد الخالدي؛ إيمان بنت خالد الخالدي (2011). السلطنة الجبرية: في نجد و شرق الجزيرة العربية (ط. 1). بيروت: الدار العربية للموسوعات. ISBN:978-9953-563-16-9. LCCN:2011332519. OCLC:705005796. OL:25365932M. QID:Q120997896.

| ألقاب ملكية       | ألقاب ملكية                       | ألقاب ملكية       |
| ----------------- | --------------------------------- | ----------------- |
| سبقه فضيل بن زامل | أمير الجبور في القطيف 1536 - 1538 | تبعه مقرن بن غصيب |